# Château de Vaugien
Le château de Vaugien est un château situé sur la commune de Saint-Rémy-lès-Chevreuse, dans le département des Yvelines. Ce bâtiment fait l’objet d’une inscription au titre des monuments historiques depuis le 20 février 2001.

## Historique
Amable, comte de Théllusson de Sorcy (1793-1843), fils de Jean-Isaac de Théllusson (1764-1828), épouse en 1821 Gabrielle Baguenault de Puchesse (1802-1886), héritière des terres de Vaugien, un domaine de 40 hectares avec un petit château.
En 1829, Amable de Thélluson confie à Pierre Lorotte, élève de Claude-Nicolas Ledoux, la construction d'un nouveau château plus grand, pour accueillir fêtes et parties de chasse. Ne reste du château précédent qu'une petite chapelle, dédiée à Sainte Hélène.
Hélène, la 4e fille d'Amable et Gabrielle, née en 1829, hérite du château. Elle épouse le marquis de Vaulserre. À sa mort, en 1910, c'est leur fille aînée, Berthe Henriette Hélène Marie de Corbel de Vaulserre (1849-1918) qui en devient propriétaire. Cette dernière se marie le 4 juillet 1872 à Paris avec Henri de Wendel, maître de forge en Lorraine, qui décédera au château de Vaugien, le 10 octobre 1906.
Le domaine est toujours propriété de la famille.
Il est désormais loué pour des événements, séminaires, tournages, etc.

## Architecture et décoration intérieure
Demeure rectangulaire, avec un toit terrasse et une loggia au second étage, le château a pour modèle les grandes demeures italiennes. 
Parmi les pièces remarquables : une bibliothèque, un bureau, un grand salon, une salle de billard et une salle à manger.

## Cinéma et télévision
Le château a servi de lieu de tournage pour plusieurs films et téléfilms, notamment :
- 2005 : Gabrielle de Patrice Chéreau
- 2007 : Dombais et fils (téléfilm) de Laurent Jaoui
- 2008 : Cash d'Éric Besnard
- 2009 : Elles et Moi (téléfilm) de Bernard Stora
- 2009 : Coco avant Chanel d'Anne Fontaine
- 2010 : L'Appel du 18 Juin (téléfilm) de Félix Olivier
- 2010 : Contes et nouvelles du XIXe siècle (série télévisée, épisode On purge bébé) de Gérard Jourd'hui
- 2010 : Contes et nouvelles du XIXe siècle (série télévisée, épisode Un gentilhomme) de Laurent Heynemann
- 2010 : L'Ombre du Mont-Saint-Michel (téléfilm) de Klaus Biedermann
- 2010 : L'Autre Dumas de Safy Nebbou
- 2011 : L'Apollonide : Souvenirs de la maison close de Bertrand Bonello
- 2011 : Les Faux-monnayeurs (téléfilm) de Benoît Jacquot
- 2011 : Marthe Richard (téléfilm) de Thierry Binisti
- 2011 : Mystère au Moulin-Rouge (téléfilm) de Stéphane Kappes
- 2011 : Rani (série télévisée) d'Arnaud Sélignac
- 2012 : Rapace (téléfilm) de Claire Devers
- 2012 : Toussaint Louverture (téléfilm) de Philippe Niang
- 2012 : Augustine d'Alice Winocour
- 2012 : Engrenages série télévisée Saison 4 épisode 5
- 2012 : Clemenceau (téléfilm) d’Olivier Guignard
- 2013 : Le transporteur série télévisée de Brad Turner
- 2013 : Les affaires sont les affaires téléfilm de Philippe Bérenger
- 2014 : Profilage série télévisée Saison 5 épisode 5 Tempête de Vincent Jamain
- 2014 : Résistance mini série de Dan Franck
- 2014 : Joséphine Ange Gardien série télévisée.
- 2015 : l’Echappée Belle d’Emilie Cherpitel
- 2015 : Anarchy Série télévisée participative de France 4
- 2015 : La Belle Saison de Catherine Korsini
- 2015 : Stavisky « l’escroc du siècle » de Claude Michel Rome
- 2015 : Journal d'une femme de chambre de Benoît Jacquot
- 2015 : Les Anarchistes d'Élie Wajeman
- 2016 : Les Malheurs de Sophie de Christophe Honoré
- 2016 : Chefs (série télévisée) d'Arnaud Malherbe (saison 2 Épisode 8)
- 2016 : Damoclès (téléfilm) de Manuel Schapira
- 2016 : Alice Nevers, le juge est une femme (série télévisée) d'Akim Isker (Saison 14)
- 2017 : Madame de Amanda Sthers
- 2017 : Un village français série télévisée saison 7 de Jean-Philippe Amar
- 2017 : Mystère place Vendôme téléfilm de Renaud Bertrand
- 2018 : Victor Hugo, ennemi d'État (mini-série) de Jean-Marc Moutout
- 2018 : L'Heure de la sortie de Sébastien Marnier
- 2018 : Le Retour du héros de Laurent Tirard
- 2018 : Le Doudou de Julien Hervé et de Philippe Mechelen
- 2018 : Speakerine série télévisée de Laurent Tuel[2]
- 2019 : Osmosis Série télévisée de Pierre Aknine
- 2019 : Romance Série télévisée d’Hervé Admar
- 2019 : Joséphine, ange gardien série télévisée de Christophe Barraud (épisode L'esprit d'Halloween)
- 2019 : J'accuse de Roman Polanski
- 2020 : La Garçonne série télévisée de Paolo Barzman (Saison 1 Épisode 4)
- 2020 : Paris Police 1900 série télévisée de Frédéric Balekdjian
- 2021 : Florence Nightingale doc Télévisée d’Arte de Auriane Crémieux
- 2021 : Eiffel de Martin Bourboulon
- 2021 : Eugénie Grandet de Marc Dugain
- 2021 : Adieu Monsieur Haffman de Fred Cavayé
- 2021 : True Story Saison 2
- 2021 : Missions saison 3 de Julien Lacombe
- 2021: Le Bal de folles de Mélanie Laurent
- 2022 : L'affaire Annette Zelman téléfilm de Philippe Le Guay
- 2022 : L'Art du crime série télévisée Saison 6 Episode 2 "Le cri du vampire" de Christelle Raynal
- 2022 : Irma Vep mini-série de Olivier Assayas
- 2023 : Bonnard, Pierre et Marthe de Martin Provost
- 2023 : Mon crime de François Ozon
- 2024 : Capitaine Marleau série télévisée Épisode 34 L'ami français de Josée Dayan
- 2024 : Le Comte de Monte-Cristo de Matthieu Delaporte et Alexandre de La Patellière
- 2025 : Héro(s) de Élie Chouraqui
- 2025 : La Rebelle : Les Aventures de la jeune George Sand de Rodolphe Tissot
- 2025 : Ghosts : Fantômes en héritage de Arthur Sanigou
- 2025 : 13 h 15, le dimanche : Portraits (Aznavour, Pétain, Napoléon)
- 2025 : Le Négociateur (série télévisée, 2023) Saison 2 de Vincent Giovanni